# Langile Abertzale Komiteak
Langile Abertzale Komiteak (LAK, «Comités de Trabajadores Patriotas»), fue una organización sindical asamblearia del  País Vasco (España), surgida a finales de 1974 de una escisión del Frente Obrero de ETA por iniciativa de LAIA, producto de las divergencias sobre el modo de abordar la lucha de los trabajadores. En este sentido, desde LAIA se percibía que las nuevas Comisiones Obreras Abertzales (posteriormente reconvertidas en el sindicato LAB) reproducían las formas organizativas anteriores, demasiado vinculadas a la organización armada, por lo que LAK funcionaría a modo de células autónomas para evitar las consecuencias de la represión sobre una estructura unitaria.
LAK participó en la creación de la Koordinadora Abertzale Sozialista (KAS) en agosto de 1975, pero en 1976 rechazó la Alternativa KAS apoyando la postura de LAIA (ez). En los próximos años recogería la tendencia autónoma que lo fue alejando de las dinámicas de la izquierda abertzale. En diciembre de 1977, diversas organizaciones ideológicamente cercanas, como LAIA (ez), OCA-EKA, el colectivo Askatasuna y el propio LAK, anunciaron una «convergencia asamblearia» que, sin embargo, se diluyó con el paso de los meses. LAK acabaría disolviéndose poco después.